# Elecciones generales de Honduras de 1915
Las elecciones generales de Honduras de 1915, se realizaron para el cambio de autoridades gubernamentales como ser:
- Presidente de Honduras: Jefe de Estado de Honduras que ejercerá las funciones de dirección del Poder Ejecutivo de Honduras por mandato del pueblo.
- Diputados al Congreso de Honduras.
- Alcaldes municipales.

## Candidato ganador
Francisco Bertrand Barahona, era vicepresidente del oficialista general y presidente Manuel Bonilla, ambos fueron candidatos en la fórmula del Partido Nacional de Honduras con la que obtuvieron la victoria en 1911. Bertrand era un respetado político proveniente de una familia con antecedentes tanto presidenciales como militares como lo fue el general Luis Bográn; por su parte el Partido Liberal de Honduras en la oposición no presentó candidatura debido al fraude electoral que promulgaban los sondeos.
Otro dato reflejo un total de 77, 832 votos.